# Hans Leutenegger
Hans Leutenegger (n. 16 ianuarie 1940, Bichelsee⁠(d), Bezirk Münchwilen⁠(d), cantonul Thurgau, Elveția) este un bober ce a reprezentat Elveția, medaliat olimpic. A participat la o ediție a Jocurilor Olimpice (1972) în care a câștigat o medalie de aur.

## Participări
Lista de mai jos prezintă principalele competiții la care a participat Hans Leutenegger de-a lungul carierei.
- bobsleigh at the 1972 Winter Olympics[*]